# Katlijk
Katlijk (Fries: Ketlik) is een dorp in de gemeente Heerenveen, in de Nederlandse provincie Friesland. Het ligt middenin beschermde natuurgebieden ten oosten van de plaats Heerenveen.
In 2023 telde het dorp 620 inwoners. Het vormt met het naastgelegen Mildam een soort van tweelingdorp. Halverwege juni wordt jaarlijks het Zomerfeest Katlijk Mildam gehouden.

## Geschiedenis
De geschiedenis van Katlijk gaat terug tot in de dertiende eeuw. Het is bekend dat er in 1254 een kapel stond waarbij geleidelijk aan een buurtschap ontstond. In 1525 kreeg de buurtschap een eigen kerk, de huidige Thomastsjerke, waardoor het een dorp werd. In de zestiende eeuw werd Katlijk een turfdorp, omdat een compagnie hier turf liet delven. Overigens bestond Katlijk lange tijd uit twee verschillende buurtschappen: Groot Katlijk en Klein Katlijk.
De naam van Katlijk stamt waarschijnlijk af van twee woorden: kat vanwege de arme grond, en leek omdat er vanuit de Tjonger door het gebied een leek stroomde.

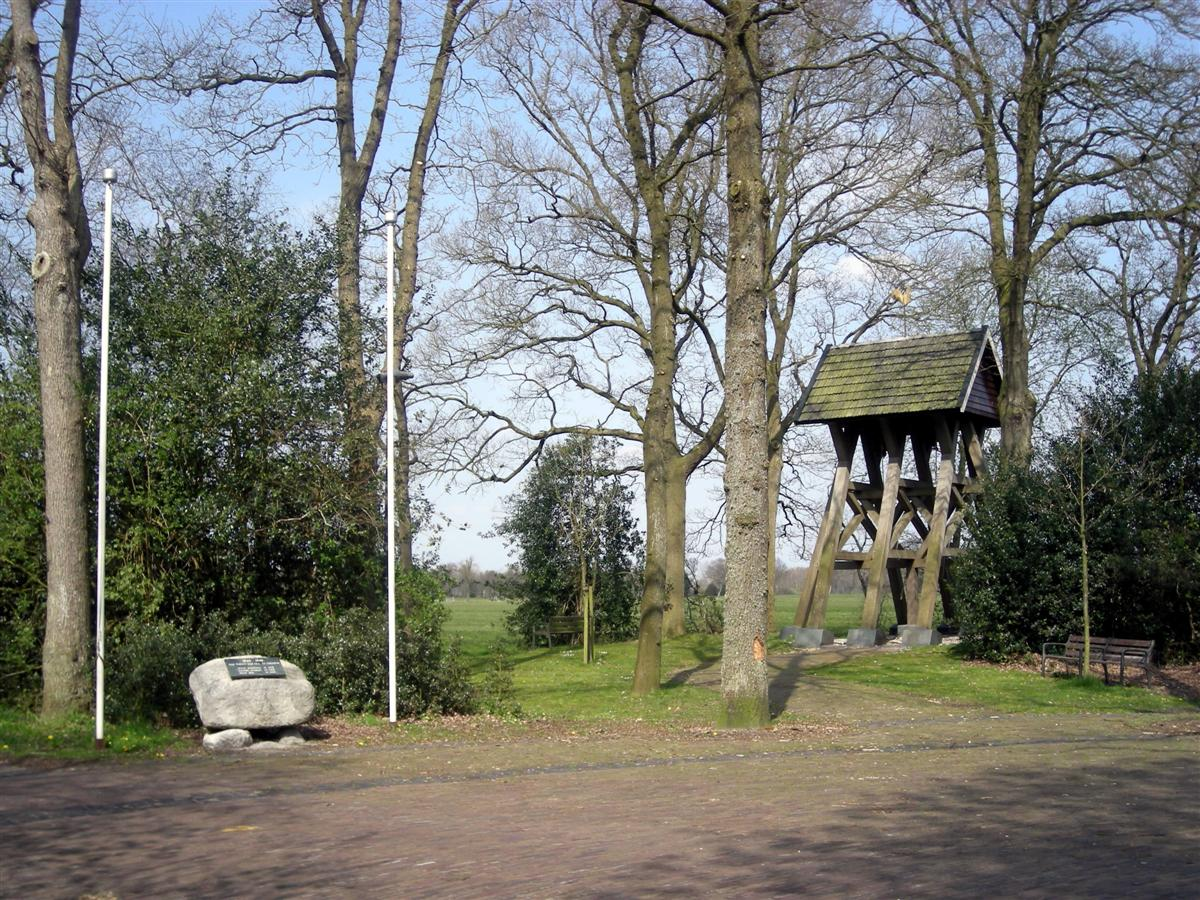
Klokkenstoel met links het oorlogsmonument

Naast de Thomaskerk staat een van de Friese klokkenstoelen. Deze wordt onder andere gebruikt voor het Sint-Thomasluiden.

In 2003 bestond Plaatselijk Belang Katlijk 75 jaar, wat reden was voor een boek over het Friese dorp. Verschillende Katlijkers hadden vijf jaar lang samengewerkt om het 192 pagina's tellende boekwerk tot stand te brengen. Geert Mak schreef het voorwoord, omdat hij er enige tijd had gewoond. Het boek Katlijk door de eeuwen heen kwam in 2004 uit en werd met het 15-jarig jubileum integraal op de dorpswebsite gepubliceerd.

## Bekende Katlijkers
- Lutz Jacobi (13 december 1955), politica
- Oebele Schokker (11 november 1984), Nederlands (prof)voetballer